# Smaragdina mangkamensis
Smaragdina mangkamensis es una especie de insecto coleóptero de la familia Chrysomelidae.
Fue descrita científicamente en 1981 por Tan & Wang.